# Lourdes Huanca

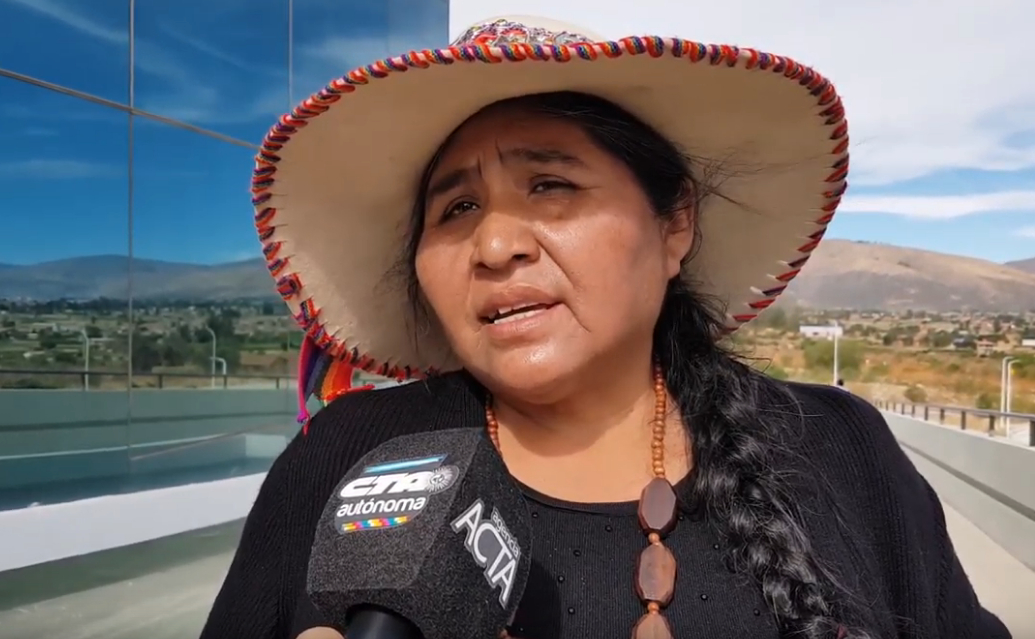
Lourdes Huanca bei einem Interview 2020

Lourdes Huanca Atencio (* 1968 in Tacna, Peru) ist eine peruanische Aktivistin, die sich für die Rechte indigener Gruppen – darunter besonders indigener Frauen – sowie der Landbevölkerung Perus einsetzt. Sie ist Mitbegründerin und Präsidentin der Federación Nacional de Mujeres Campesinas, Artesanas, Indígenas, Nativas y Asalariadas del Perú (FENMUCARINAP).

## Frühe Jahre
Huanca gehört den Aymara, eines der insgesamt 55 indigenen Völker Perus, an. Bis zu ihrem achten Lebensjahr lebte sie bei ihrem Vater. Danach kam sie zu ihrer Mutter, floh aber bald von dort, da ihr Stiefvater ihr und ihrer Mutter gegenüber häufig gewalttätig wurde. Einen Teil ihrer Kindheit verbrachte Huanca daher auf der Straße. Sie selbst sieht in ihrem Leben auf der Straße und der Erziehung ihres Vaters zwei zentrale Faktoren, die ihre Kindheit und Persönlichkeit prägten.

## Aktivismus
Ihre aktivistischen Tätigkeiten begann Huanca im Jahr 2000 bei der Confederación Campesina del Perú (CCP) und brachte es bis zur nationalen Vorsitzenden. Allerdings hatte sie nach eigener Aussage trotz ihrer hohen Position mit patriarchalen Strukturen und einem weit verbreiteten Machotum zu kämpfen und stieg daher 2005 aus der Organisation aus.
Aufgrund ihrer Erfahrungen bei der CCP fasste Huanca den Entschluss, eine explizit feministische Organisation zu gründen, die sich besonders an indigene Frauen aus den ländlichen Gebieten Perus wenden sollte. Es war schwer, Menschen und finanzielle Mittel für ihr Projekt zu gewinnen, da ihr häufig vorgeworfen wurde, die CCP spalten zu wollen. Dennoch wurde im August 2006 die FENMUCARINAP von Huanca und einigen Mitstreiterinnen gegründet. Seit diesem Tag ist Huanca Präsidentin der FENMUCARINAP. Im März 2020 wurde sie vom peruanischen Justizministerium für ihr Engagement für die Rechte indigener Frauen ausgezeichnet.
Besondere Aufmerksamkeit erhielt Huanca im Zuge der Absetzung des ehemaligen peruanischen Präsidenten Pedro Castillo. Dessen Inhaftierung sorgte besonders bei der ländlichen und indigenen Bevölkerung Perus, bei der Castillo sehr beliebt ist, für Verärgerung und Proteste. Auch Huanca verurteilte mehrfach die neue Regierung unter der bisherigen Vizepräsidentin Dina Boluarte sowie deren gewaltsames Vorgehen gegen die andauernden Demonstrationen, bei denen mindestens 60 Menschen starben. Im Zuge einer Europareise sprach sie vor der Europäischen Kommission sowie den Vereinten Nationen zu der Lage in ihrem Heimatland. Nachdem sie im Januar 2023 an einer Kundgebung in Madrid vor der peruanischen Botschaft Spaniens teilgenommen hatte, warf der dortige Botschafter ihr die Verbreitung von Falschinformationen vor. Ihr drohe nun in Peru nach eigener Aussage eine Freiheitsstrafe wegen Staatsverleumdung. Sie koordiniert die Arbeit von FENMUCARINAP deshalb aktuell von Mexiko aus.

## Positionen

### Inhaftierung Pedro Castillos
Huanca erkennt an, dass die Auflösung des Kongresses durch Pedro Castillo, die letztlich zu seiner Inhaftierung führte, nicht verfassungskonform war. Dennoch sieht sie sein Handeln als legitim an, da es „die Meinung der Bevölkerung war“. Castillos Reformversuche seien konsequent durch Parlament, Justiz, Presse und Kirche sabotiert worden. Bei den Protesten in Peru ginge es daher auch nicht primär um die Verteidigung Castillos, sondern um die Verteidigung einer Regierung, die zu strukturellen Veränderungen bereit ist.
Castillos Nachfolgerin Boluarte sieht Huanca als „Usurpatorin“. Boluarte sei eine Verräterin, die sich zunächst auf die Seite der bäuerlichen Bevölkerung und der Demokratie gestellt habe, um nun gewaltsam gegen Demonstrierende vorzugehen und eine Diktatur zu etablieren. Huanca fordert daher den Rücktritt Boluartes, die Freilassung Castillos, die Auflösung des Kongresses sowie die Einsetzung einer plurinationalen und paritätisch besetzten verfassungsgebenden Versammlung.

### Lage der indigenen Bevölkerung Perus
Laut Huanca wird die indigene Bevölkerung Perus seit geraumener Zeit von den peruanischen Regierungen vernachlässigt. Zudem sei Rassismus in der peruanischen Gesellschaft tief verankert. Besonders kritisch sieht sie, dass sich eine Reihe von Bergbauunternehmen im Land niedergelassen hat und nun Erdöl, Edelmetalle und Lithium fördert, ohne die ansässige Bevölkerung, bei der es sich zumeist um Angehörige indigener Gruppen handelt, finanziell daran zu beteiligen. Während die Konzerne durch ihren Extraktivismus hohe Gewinne machen würden, müsse die indigene Bevölkerung weiterhin ein Leben in Armut fristen und werde darüber hinaus mit der immer weiter zunehmenden Umweltverschmutzung alleingelassen.
Der Umgang mit Pedro Castillo, der ebenfalls eine indigene Abstammung hat, ist für Huanca auch eine Folge der strukturellen Diskriminierung, mit der sich Indigene in Peru konfrontiert sehen. Sie bezeichnete die Absetzung Castillos als „Staatsstreich gegen die indigenen Völker“ und dessen Unterstützer als Anhänger Alberto Fujimoris. Die Absetzung Castillos sei darüber hinaus auch der großen Macht der Konzerne geschuldet, die in Peru Rohstoffe abbauen und kein Interesse an mehr Rechten für die indigene Bevölkerung oder mehr Umweltschutz hätten.

„Seit über 500 Jahren kämpfen wir Indigenen für Freiheit, und ein Leben in Frieden und Ruhe. Und seit über 30 Jahren kämpfen wir in Peru gegen den neoliberalen Kapitalismus. Das Land steht zusammen. Wir kämpfen für den Wandel, und meine Brüder und Schwestern zahlen dafür mit ihrem Blut. Sie können einen von uns töten – aber wir werden weiter kämpfen. Es gibt keinen anderen Weg.“

### Feminismus
Huanca bezeichnet sich selbst als Feministin „bis ins Mark“. Der Kampf für die Rechte Indigener ist für sie eng mit ihren feministischen Bestrebungen verknüpft. Sie möchte durch FENMUCARINAP zum Empowerment indigener Frauen beitragen, damit diese ihren Körper und auch ihr Territorium verteidigen können. Solidarität habe seit jeher indigene Völker ausgezeichnet, weshalb die aktive Partizipation queerer Menschen bei FENMUCARINAP ebenfalls ein Anliegen Huancas ist.